# Josef Augusta (jégkorongozó)
Josef Augusta (Havlíčkův Brod, 1946. november 24. – Jihlava, 2017. február 16.) olimpiai ezüstérmes csehszlovák válogatott cseh jégkorongozó, edző, szövetségi kapitány.

## Pályafutása
Az 1976-os innsbrucki olimpián ezüstérmes lett a csehszlovák válogatottal. Három világbajnoki ezüst- és egy bronzérmet szerzett a pályafutása alatt.
1999 és 2001 között sorozatban három világbajnokságon aranyérmet szerzett a cseh válogatottal edzőként. 1999-ben még segédedző volt, a következő két tornán már szövetségi kapitányként tevékenykedett.

## Sikerei, díjai
Játékosként
- Olimpiai játékok
  - ezüstérmes: 1976, Innsbruck
- Világbajnokság
  - ezüstérmes: 1974, 1975, 1978
  - bronzérmes: 1969

Edzőként
- Világbajnokság
  - aranyérmes: 1999, 2000, 2001